# Alan Diaz
Alan Diaz (Nova Iorque, 15 de maio de 1947 – 3 de julho de 2018) foi um fotógrafo americano. 

## Carreira
Em 2001 venceu o Prêmio Pulitzer de Notícias da Fotografia para a sua fotografia, por captar a foto icónica de Elian Gonzalez.
Alan aposentou em dezembro de  2017, e morreu em 3 de julho de 2018, aos 71 anos.